# Тутиков, Григорий Яковлевич
Григорий Яковлевич Тутиков (1907 год, Бешпагир, Ставропольская губерния, Российская империя — 30 января 1971 года, Армавир, Краснодарский край, РСФСР, СССР) — колхозник, директор совхоза «Бауманский». Герой Социалистического Труда (1957).

## Биография
Родился в 1907 году в селе Бешпагир Ставропольской губернии, Российская империя (сегодня — Грачёвский район, Ставропольский край, Россия).
В 1922 году вступил в сельскохозяйственную артель имени Книги. С 1927 года по 1930 год работал молотобойцем на заводе «Красный металлист». С 1930 года по 1940 год был директором школы механизаторов.
Участвовал в Великой Отечественной войне.
После демобилизации до 1950 года был директором совхоза «Красноармеец» Волгоградской области. В 1954 году был назначен директором совхоза «Бауманский» Атбасарского района Целиноградской области.
В 1956 году совхоз «Бауманский» засеял 29 тысяч гектаров. В этом году было собрано по 12,6 центнеров с каждого гектара. Указом Президиума Верховного Совета СССР от 11 января 1957 года удостоен звания Героя Социалистического Труда с вручением ордена Ленина и золотой медали «Серп и Молот».
Скончался в 1971 году в Армавире.